# Cable (unidad de longitud)
Un cable es una unidad de longitud náutica utilizada a veces para medir distancias cortas o la profundidad de un cuerpo en el agua. 
Por definición, un cable es la décima parte de una milla náutica, o sea 185,2 metros. Sin embargo, existen otras unidades llamadas cable que tienen diferentes valores:
1. Un cable español vale 120 brazas españolas, 200,628 metros.
2. Un cable inglés, llamado cable length en inglés, puede valer:
  1. Ordinariamente, 100 brazas inglesas, 182,88 metros.
  2. En la Marina estadounidense, 120 brazas inglesas, 219,456 metros.
  3. En la Marina británica, 608 pies, 185,3184 metros.